# Øystein Bråten
Øystein Bråten (ur. 21 lipca 1995 w Geilo) – norweski narciarz dowolny, specjalizujący się w slopestyle’u i big air, mistrz olimpijski w slopestyle’u (2018).

## Kariera
Po raz pierwszy na arenie międzynarodowej pojawił się w 2012 roku, startując na mistrzostwach świata juniorów w Valmalenco, gdzie wywalczył srebrny medal w slopestyle’u. W Pucharze Świata zadebiutował 12 stycznia 2013 roku w Copper Mountain, zajmując 42. miejsce w slopestyle’u. Pierwsze pucharowe punkty zdobył 8 lutego 2013 roku w Silvaplanie, zajmując 20. miejsce w tej samej konkurencji. Na podium zawodów tego cyklu po raz pierwszy stanął 28 sierpnia 2015 roku w Cardronie, kończąc rywalizację w slopestyle’u na drugiej pozycji. Uplasował się tam między Jamesem Woodsem z Wielkiej Brytanii i Jossem Christensenem z USA. Najlepsze wyniki w Pucharze Świata osiągnął w sezonie 2015/2016, kiedy to zajął szóste miejsce w klasyfikacji generalnej, a w klasyfikacji slopestyle’u był drugi. Ponadto w sezonie 2016/2017 zajął trzecie miejsce w klasyfikacji big air.
W 2014 roku wystartował na igrzyskach olimpijskich w Soczi, gdzie zajął 10. miejsce w slopestyle’u. Na rozgrywanych trzy lata później mistrzostwach świata w Sierra Nevada, gdzie w tej samej konkurencji zajął 50. miejsce. Podczas igrzysk olimpijskich w Pjongczangu w 2018 roku wywalczył złoty medal, wyprzedzając Nicholasa Goeppera z USA i Kanadyjczyka Alexa Beaulieu-Marchanda. Rok później, na mistrzostwach świata w Park City zajął 8. miejsce w big airze oraz 24. miejsce w slopestylu.

## Osiągnięcia

### Igrzyska olimpijskie
| Miejsce | Dzień     | Rok  | Miejscowość | Konkurencja | Zwycięzca        |
| ------- | --------- | ---- | ----------- | ----------- | ---------------- |
| 10.     | 13 lutego | 2014 | Soczi       | Slopestyle  | Joss Christensen |
| 1.      | 18 lutego | 2018 | Pjongczang  | Slopestyle  | –                |

### Mistrzostwa świata
| Miejsce | Dzień    | Rok  | Miejscowość   | Konkurencja | Zwycięzca      |
| ------- | -------- | ---- | ------------- | ----------- | -------------- |
| 50.     | 19 marca | 2017 | Sierra Nevada | Slopestyle  | McRae Williams |
| 8.      | 2 lutego | 2019 | Park City     | Big Air     | Fabian Bösch   |
| 24.     | 6 lutego | 2019 | Park City     | Slopestyle  | James Woods    |

### Puchar Świata

#### Miejsca w klasyfikacji generalnej
- sezon 2012/2013: 227.
- sezon 2013/2014: 78.
- sezon 2014/2015: 152.
- sezon 2015/2016: 6.
- sezon 2016/2017: 9.
- sezon 2017/2018: 28.

#### Miejsca na podium w zawodach
1. Cardrona – 28 sierpnia 2015 (slopestyle) – 2. miejsce
2. Mammoth Mountain – 24 stycznia 2016 (slopestyle) – 3. miejsce
3. Silvaplana – 4 marca 2016 (slopestyle) – 3. miejsce
4. Mediolan – 11 listopada 2016 (big air) – 2. miejsce
5. Stubaital – 26 listopada 2017 (slopestyle) – 1. miejsce
6. Mönchengladbach – 1 grudnia 2017 (big air) – 3. miejsce
7. Font-Romeu – 23 grudnia 2017 (slopestyle) – 3. miejsce
8. Snowmass – 13 stycznia 2018 (slopestyle) – 3. miejsce